# In the Sun
In the sun är den svenska rapparen Thomas Rusiaks andra soloalbum, utgivet 2003. Det innehåller en psykedelisk blandning mellan rock och hiphop.

## Låtlista
1. "In the Sun" - 5:50
2. "Smiling Dog" - 6:14
3. "Waiting for Your Sunday" - 5:24
4. "Oceans" - 4:28
5. "Unicorn" - 3:31
6. "Spinning" - 6:10
7. "Migraine" - 4:51
8. "Taste My Pollution" - 4:33
9. "Inside" - 12:01